# Acacia orthotricha
Acacia orthotricha é uma espécie de leguminosa do gênero Acacia, pertencente à família Fabaceae.